# Birgit Keller
Birgit Keller, née à Eisleben le 28 janvier 1959 femme politique allemande. Elle est présidente du Landtag de Thuringe et ancienne ministre de l’État libre de Thuringe.
Elle est la première femme membre de Die Linke à accéder à la présidence parlementaire d'un État.

## Biographie
Birgit Keller, née Ehrhardt, ses parents Hélène Ehrhardt, enseignante et Karl-Heinz Ehrhardt, économiste, étaient des militants politique de la RDA, appartenant au parti du NDPD. Elle évoque que ses parents ont connu la dictature nazie, c'est pourquoi « ils ont accueilli la RDA comme une société incomparablement meilleure, plus juste, plus humaine et ont contribué à la façonner ».
Elle étudie et obtient un diplôme d'un lycée polytechnique en 1975, mais elle ne peut pas accéder à l'Abitur, en raison d'une « famille de gens intelligents ». Après une formation d'électricienne, elle a travaillé comme assistante de recherche dans l'ingénierie des centrales de 1977 à 1982.
De 1983 à 1988, elle suit des études par correspondance et obtient une licence en sciences sociales. Elle travaille ensuite de 1989 à 1991, Keller travaille comme enseignante en maternelle, puis entre 1995 et 2004, elle est membre du personnel d'un bureau de circonscription.

## Parcours politique
Birgit Keller rejoint le SED en 1977, elle est membre de la direction locale de la Jeunesse libre allemande de 1983 à 1988, et membre de la direction locale du SED de 1988 à 1989. En 1989, elle participe à la Table ronde en tant que représentante du SED. Lors de la réunification allemande, elle est membre du Parti du socialisme démocratique (PDS). De 1990 à 1992, est membre du présidium du PDS en Thuringe. Elle se présente à la présidence du parti, mais perd contre Gabi Zimmer.
Lors des élections municipales de 2009, elle a été élue au conseil municipal de Nordhausen. Lors des élections régionales de 2009, elle est élue à la septième place de la liste de Die Linke. Elle était porte-parole de la politique budgétaire de son groupe parlementaire.
En 2012, elle est élue administratrice de l'arrondissement de Nordhausen, battant le candidat de la CDU Egon Primas. À la suite de cela, elle démissionne du Landtag de Thuringe et n'est pas réélue en 2014.
Le 5 décembre 2014, elle est nommée ministre des Infrastructures et de l'Agriculture dans le premier gouvernement du ministre-président Bodo Ramelow. Elle est à nouveau élue au Landtag de Thuringe lors des élections régionales de 2019, dans la circonscription de Nordhausen I (en).
Elle démissionne de sa fonction de ministre après avoir été élue présidente du Landtag de Thuringe, elle obtient 52 voix pour, 28 contre et 10 abstentions.